# Römisch-katholische Kirche in Venezuela
Die römisch-katholische Kirche in Venezuela ist Teil der weltweiten römisch-katholischen Kirche.

## Organisation
Der römisch-katholischen Kirche in Venezuela gehören 24.815.000 Mitglieder an, also 87,82 % der Bevölkerung.
In neun Kirchenprovinzen mit 33 (Erz-)Bistümern gegliedert, gehören auch vier Apostolische Vikariate und ein Militärordinariat zur Bischofskonferenz. Das älteste Bistum, ist das 1531 begründete Erzbistum Caracas, dem 1778 das Erzbistum Mérida und 1790 das heutige Erzbistum Ciudad Bolívar folgten.
In den 1256 Pfarreien des Landes leben und wirken 1493 Diözesanpriester, 1064 Ordenspriester und 3775 Ordensschwestern.
Apostolischer Nuntius in Venezuela ist seit Mai 2024 Erzbischof Alberto Ortega Martín.

## Bistümer in Venezuela

Karte der Bistümer in Venezuela

- Erzbistum Barquisimeto: Bistum Acarigua-Araure, Bistum Carora, Bistum Guanare, Bistum San Felipe
- Erzbistum Calabozo: Bistum San Fernando de Apure, Bistum Valle de la Pascua
- Erzbistum Caracas: Bistum Guarenas, Bistum La Guaira, Bistum Petare, Bistum Los Teques
- Erzbistum Ciudad Bolívar: Bistum Ciudad Guayana, Bistum Maturín
- Erzbistum Coro: Bistum Punto Fijo
- Erzbistum Cumaná: Bistum Barcelona, Bistum Carúpano, Bistum El Tigre, Bistum Margarita
- Erzbistum Maracaibo: Bistum Cabimas, Bistum Machiques, Bistum El Vigía-San Carlos del Zulia
- Erzbistum Mérida: Bistum Barinas, Bistum Guasdualito, Bistum San Cristóbal de Venezuela, Bistum Trujillo
- Erzbistum Valencia en Venezuela: Bistum Maracay, Bistum Puerto Cabello, Bistum San Carlos de Venezuela
- Immediat: Militärordinariat, Apostolisches Vikariat Caroní, Apostolisches Vikariat Puerto Ayacucho, Apostolisches Vikariat Tucupita

## Präsidenten der Bischofskonferenz von VenezuelaConferencia Episcopal Venezolana CEV
- 1958–1961 Acacio Chacón Guerra, Erzbischof von Mérida
- 1961–1972 José Kardinal Quintero, Erzbischof von Caracas
- 1972–1978 Críspulo Benítez Fontúrvel, Erzbischof von Barquisimeto
- 1978–1984 Domingo Roa Pérez, Erzbischof von Maracaibo
- 1984–1990 José Kardinal Lebrún, Erzbischof von Caracas
- 1990–1996 Ramón Pérez, Erzbischof von Maracaibo
- 1996–1999 Tulio Manuel Chirivella Varela, Erzbischof von Barquisimeto
- 1999–2006 Baltazar Porras, Erzbischof von Mérida
- 2006–2012 Ubaldo Santana, Erzbischof von Maracaibo
- 2012–2018 Diego Padrón Sánchez, Erzbischof von Cumaná
- 2018–2022 José Luis Azuaje Ayala, Erzbischof von Maracaibo
- seit 2022 Jesús González de Zárate Salas, Erzbischof von Cumaná (2018–2024) und Valencia en Venezuela (seit 2024)